# Oligodon trilineatus
Oligodon trilineatus es una especie de serpiente del género Oligodon, familia Colubridae. También es conocida como serpiente kukri de tres líneas. Fue descrita científicamente por Duméril, Bibron & Duméril en 1854.
Se distribuye por Indonesia (Sumatra). Está clasificada como especie bajo preocupación menor por la Unión Internacional para la Conservación de la Naturaleza.